# Niels Holm
Niels Holm (født 18. november 1936) var biskop over Ribe Stift fra 1991 til 2003. I 2002 blev han Kommandør af Dannebrog.